# Fannia norfolki
Fannia norfolki är en tvåvingeart som beskrevs av Adrian C. Pont 1977. Fannia norfolki ingår i släktet Fannia och familjen takdansflugor.
Artens utbredningsområde är Norfolkön. Inga underarter finns listade i Catalogue of Life.